# バプテスト・バイブル・フェローシップ・インターナショナル
バプテスト・バイブル・フェローシップ・インターナショナル、（The Baptist Bible Fellowship International、略:BBFI）は、ワールド・バプテスト・フェローシップから分離し、1950年に形成された分離派キリスト教根本主義の組織である。
本部はアメリカ合衆国ミズーリ州スプリングフィールドに所在する。
この交わりはJ・フランク・ノリスらによって始められた。彼らは積極的な宣教プログラムを実践し、教勢を拡大していった。そして聖書翻訳、現代音楽等の論争の結果、フェローシップの分離と形成に至った。
BBFIは教会ではなく牧師の集まりである。「バプテスト・バイブル・フェローシップ・インターナショナルは、神のことばを信じ、信条を受け入れるバプテスト教会の牧師に開かれている。」フェローシップの目的はマタイによる福音書28:18-20の大宣教命令に従うことである。
アメリカ合衆国で最も規模の大きな日曜学校のいくつかはBBFIで持たれている。
1949年6月、I・フォスター宣教師を日本に派遣して伝道を始め、日本バプテスト・バイブル・フェローシップが形成された。